# Emesene
Emesene är ett program för chatt med direktmeddelanden, via MSN-protokollet.
Nämnvärda funktioner är stöd för P2P-filöverföringar och visst stöd för videokonferens.
Programmet är skrivet i programspråket Python och använder GTK+.